# 논산 관촉사 석등
논산 관촉사 석등(論山 灌燭寺 石燈)은 대한민국 충청남도 논산시 관촉사에 있는 10세기 무렵 고려의 석등이다.

## 개요
관촉사 앞뜰의 큰 석불 앞에 놓여있는 4각 석등으로, 불을 밝혀두는 화사석(火舍石)이 중심이 되어, 아래에는 3단의 받침돌을 쌓고, 위로는 지붕돌과 머리장식을 얹었다.
평면이 정사각형으로 이루어진 전형적인 고려식으로, 아래받침돌과 윗받침돌에 새겨진 굵직한 연꽃무늬가 두터움을 드러내고 있다. 가운데받침은 각이없는 굵고 둥그런 기둥으로 세웠는데, 위아래 양끝에는 두줄기의 띠를 두르고, 중간에는 세줄기의 띠를 둘렀다. 특히 중간의 세 줄기 중에서 가장 굵게 두른 가운데 띠에는 8송이의 꽃을 조각하여 곱게 장식하였다. 2층으로 이루어진 화사석은 1층에 4개의 기둥을 세워 지붕돌을 받치도록 하였는데, 기둥이 빈약한 반면 창은 터무니없이 널찍하다. 각 층의 지붕들은 처마가 가볍게 곡선을 그리고 있으며, 네 귀퉁이에는 큼직한 꽃 조각이 서 있어 부드러운 조화를 이룬다. 꼭대기는 불꽃무늬가 새겨진 큼직한 꽃봉오리모양의 장식을 두었는데, 조각이 두터워서 인지 무거워 보인다.
전체적으로 뒤에 서 있는 석불 못지않게 힘차 보이나, 화사석의 네 기둥이 가늘어 균형이 깨지고, 받침의 가운데기둥이 너무 굵고 각이 없어 그 효과가 줄어든 감이 있다. 뒤의 석불 즉 논산 관촉사 석조미륵보살입상(보물 제218호)과 함께 고려 광종 19년(968)에 지어진 것으로 추정되며, 남한에서는 구례 화엄사 각황전 앞 석등(국보 제12호) 다음으로 거대한 규모를 보여준다.

## 참고 자료
- 논산 관촉사 석등 - 국가유산청 국가유산포털